# Verfassung von Eidsvoll

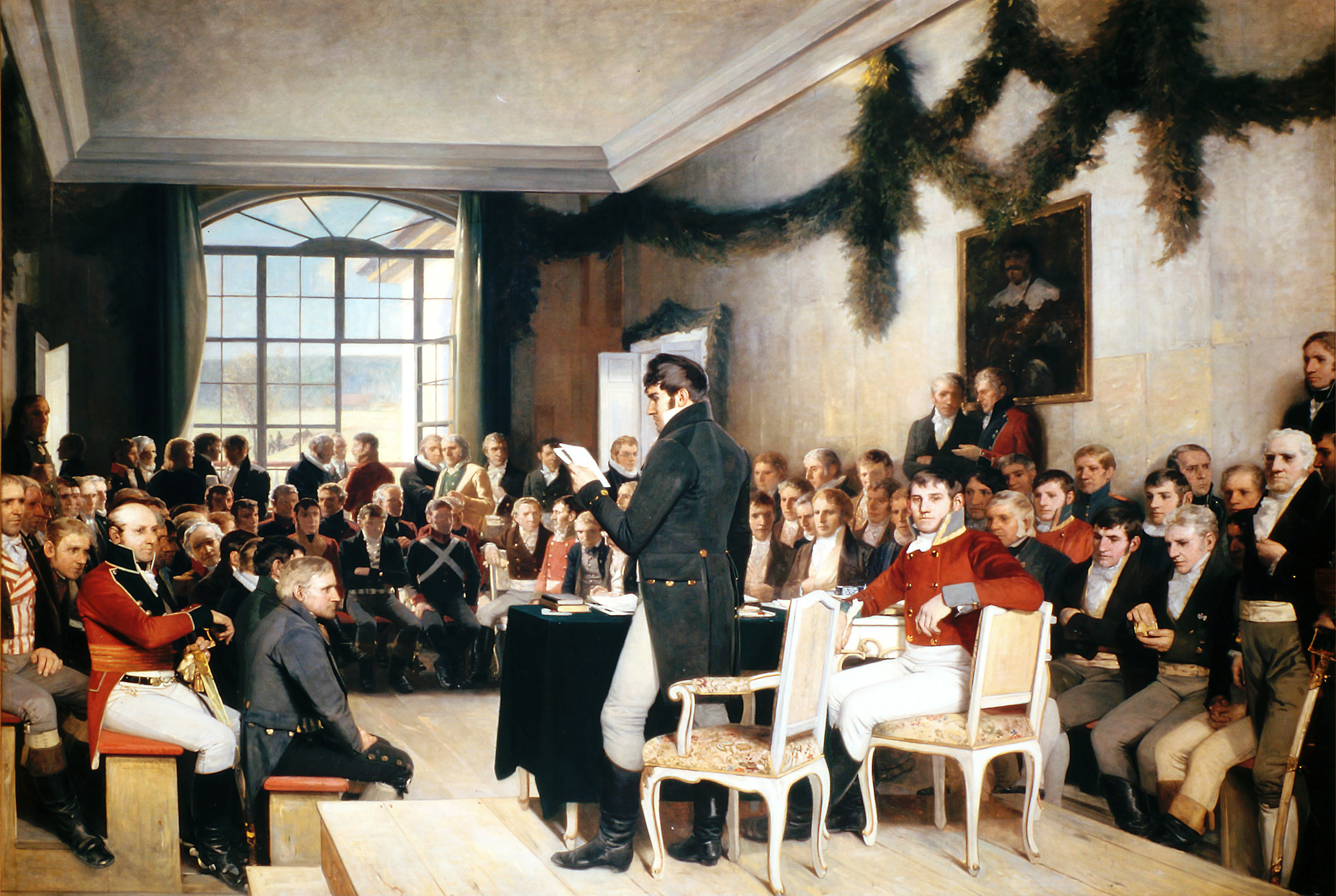
Reichsversammlung von Eidsvoll, 1814

Das norwegische Grundgesetz (norwegisch Grunnloven) ist die 1814 verabschiedete und in veränderter Form bis heute gültige Verfassung Norwegens. Sie war zu ihrer Zeit mit ihren Grundprinzipien der Volkssouveränität, der Gewaltenteilung und der Freiheit des Individuums (wozu besonders die Meinungsfreiheit zählte) die – vom Religionsartikel (§ 2) abgesehen – modernste Verfassung Europas und hat als einzige in Europa die Restauration nach dem Wiener Kongress überstanden. Karl Marx bezeichnete die Verfassung 1857 als „die demokratischste des modernen Europas“.
Der Erlass des norwegischen Grundgesetzes wird als Verfassungstag am 17. Mai gefeiert und entspricht einem Nationalfeiertag.

## Vorgeschichte
Die Realunion Dänemark-Norwegen dauerte von 1380 bis 1814. Christian Frederik, Sohn des Erbprinzen Frederik von Dänemark, war dänischer Statthalter in Christiania. Im Kieler Frieden vom 14. Januar 1814 wurde König Frederik VI. gezwungen, Norwegen an Schweden abzutreten. Es gab zwei konkurrierende politische Alternativen: Christian Frederik strebte die Selbständigkeit Norwegens mit dem Fernziel an, die Union mit Dänemark wiederherzustellen, die Kreise um Hermann Wedel-Jarlsberg strebten die Union mit Schweden an. Christian Frederik setzte sich durch; und am 16. Februar 1814 berief er 21 führende Männer der norwegischen Politik nach Eidsvoll ein. Dort stellte er sein Programm vor, den norwegischen Thron als absolutistischer König mit dynastischem Erbrecht zu besteigen. Doch er wurde mit dem Argument konfrontiert, dass mit der Abdankung König Frederik VI. von Dänemark als norwegischer König dessen Staatsgewalt nicht an den Prinzen, sondern an das norwegische Volk gefallen sei. Obgleich es sich nur um eine kleine Elite handelte, die die konstitutionelle Monarchie verlangte, musste sich Christian Frederik doch diesem Verlangen beugen, wenn er seine Selbständigkeitspolitik fortsetzen wollte. Das Ergebnis war die Proklamation vom 19. Februar 1814, in der der Prinz verkündete, als Regent eine Reichsversammlung einzuberufen, die eine Reichsverfassung ausarbeiten solle. Damit unterschied sich die neue Verfassung von der bisherigen rechtlich dadurch, dass sie nicht vom Herrscher ausging, sondern vom Volk kraft der die Regierung legitimierenden Volkssouveränität beschlossen wurde. Als Regent bestimmte er die Zusammensetzung der Versammlung. Dabei sorgte er dafür, dass die Beamten, Offiziere und Bauern gegenüber den „schwedischgesinnten“ Kaufleuten die Mehrzahl bildeten. 54 Vertreter kamen aus den Landdistrikten, 33 aus dem Heer und der Marine und 25 aus den Städten. 57 waren Beamte, 37 Bauern, 13 Kaufleute und 5 Großgrundbesitzer. Das Durchschnittsalter lag knapp über 42 Jahre. Nordnorwegen war aus Zeitmangel nicht in der Reichsversammlung vertreten. Die Versammlung gliederte sich in verschiedene Komitees. Das wichtigste war das Konstitutionskomitee, das den Auftrag hatte, den Verfassungsentwurf auszuarbeiten. Es lagen bereits verschiedene Entwürfe vor, von denen der Entwurf von Christian Magnus Falsen und Johan Gunder Adler als der wichtigste gilt. Aber man hatte auch andere Verfassungen zur Hand: Das waren die französische Verfassung von 1791, die amerikanische Unabhängigkeitserklärung von 1776 und die amerikanische Verfassung von 1787. Außerdem hatten viele Teilnehmer gute Kenntnisse über die Schriften Rousseaus, Montesquieus und John Lockes.

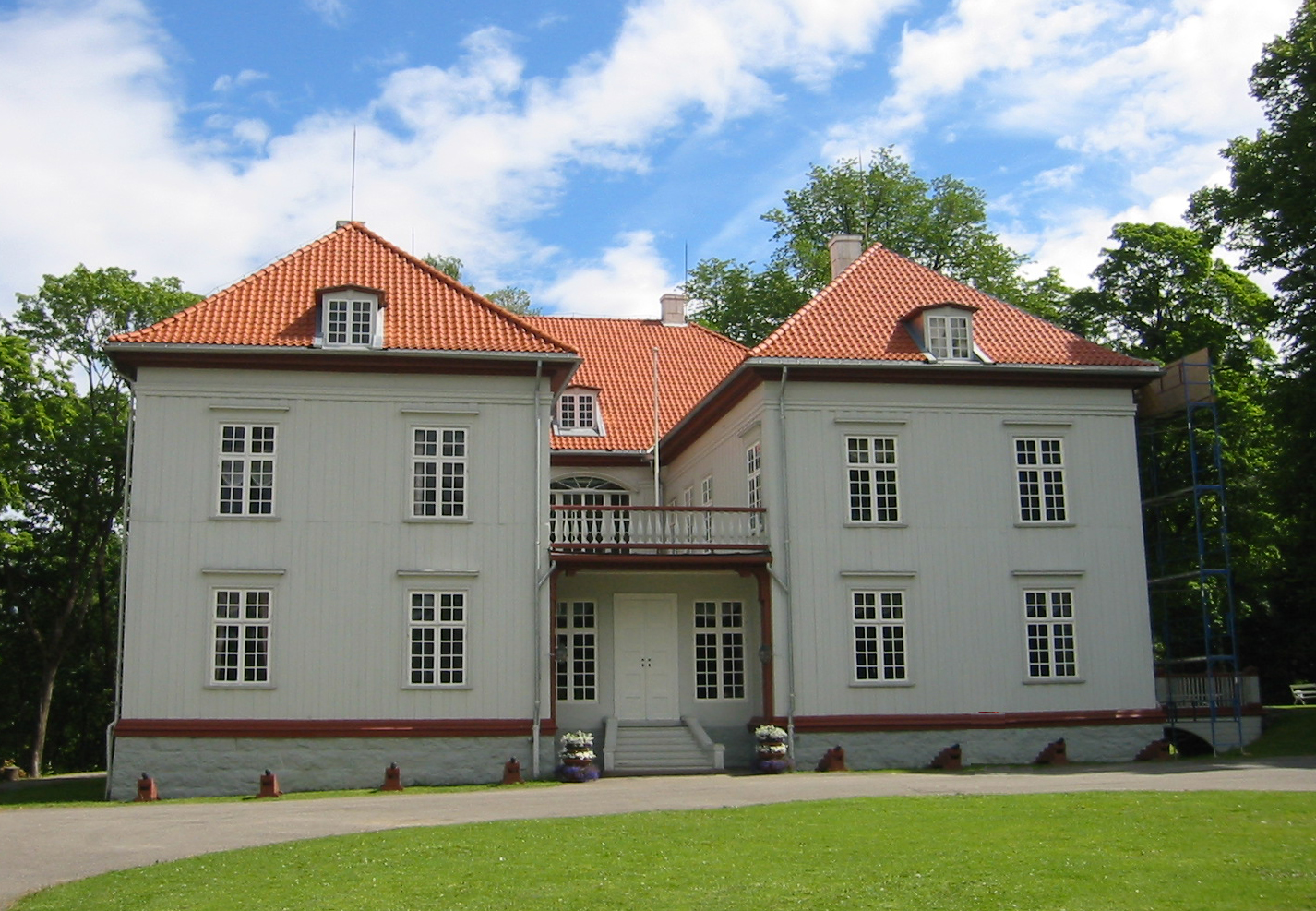
In diesem Gebäude wurde Norwegens Grundgesetz beschlossen.

Das Konstitutionskomitee legte die Grundsätze der neuen Verfassung fest:
1. Norwegen soll eine beschränkte erbliche Monarchie werden. Es soll ein freies, unabhängiges und unteilbares Königreich sein, und der Regent soll den Titel „König“ führen.
2. Das Volk soll die gesetzgebende Gewalt durch seine Abgeordneten ausüben.
3. Nur das Volk soll das Recht haben, über seine Volksvertreter Steuern zu erheben.
4. Das Recht, den Krieg zu erklären und Frieden zu schließen, soll dem König zukommen.
5. Der König soll das Begnadigungsrecht erhalten.
6. Die Gerichtsbarkeit soll von der gesetzgebenden und der vollziehenden Gewalt unabhängig sein.
7. Es soll die Freiheit für Publikationen und Druck geben.
8. Die evangelisch-lutherische Religion soll die Religion des Staates und des Königs sein. Religionssekten sollen ihre Religion frei ausüben können; doch sollen Juden vom Betreten des Reichsgebietes völlig ausgeschlossen bleiben.
9. Neue Beschränkungen der Gewerbe sollen nicht zugelassen werden.
10. Personenbezogene oder gemischte erbliche Vorrechte sollen künftig nicht mehr gewährt werden.
11. Die Bürger des Staates sollen gleichermaßen zur Verteidigung des Vaterlandes verpflichtet werden, ohne Rücksicht auf Stand, Geburt oder Vermögen.[7]

## Die Verfassung
Es sind zwei wichtige Linien, die in dieser Verfassung im Unterschied zu den übrigen Verfassungen dieser Zeit zu beobachten sind: Zum einen die starke Stellung des Königs, zum anderen die antiaristokratische Tendenz. Das Streben nach einer starken Königsmacht findet seinen Ausdruck in den Bestimmungen über den Staatsrat, die Zuständigkeit des Königs für die Außenpolitik, für die Streitkräfte, die Kriegserklärung und den Friedensschluss. Die antiaristokratische Tendenz zeigt sich in den Bestimmungen über das Stimmrecht und die Zweikammer-Ordnung, die in Wirklichkeit ein verschleiertes Einkammersystem war. Hinzu kam die Abschaffung der Privilegien des Adels. In Art. 7 des Gesetzes von 1821 wurde bestimmt, dass, wer seinen Adelstitel nicht bis zum nächsten ordentlichen Storting mit gesetzlichen Dokumenten nachgewiesen habe, diesen verliere.
Die Verfassung hatte folgende Kapitel:
- A. Über die Staatsform und Religion
- B. Über die vollziehende Gewalt, den König und die königliche Familie
- C. Über das Bürgerrecht und die gesetzgebende Gewalt
- D. Über die rechtsprechende Gewalt
- E. Allgemeine Bestimmungen

In den „Allgemeinen Bestimmungen“ waren so wichtige Grundsätze aufgenommen, wie das Rückwirkungsverbot von Gesetzen, keine Verurteilung ohne Gesetz, keine Strafe ohne Urteil, Verbot der Folter im Verhör, Verbot der Hausdurchsuchung ohne hinreichenden Verdacht auf eine Straftat, Presse- und Druckfreiheit, Gewerbefreiheit, die Entschädigungspflicht bei Enteignungen und die allgemeine Wehrpflicht.

### Die Gewaltenteilung
Ein wesentliches Element sollte die Abkehr vom Absolutismus sein. Dies sollte durch Einführung der Gewaltenteilung gewährleistet werden.
Die staatlichen Funktionen waren bereits vorher separiert. Sie wurden im Königsgesetz von 1665 einzeln aufgeführt und in der Hand des absolutistischen Herrschers zusammengefasst. In der nunmehr anstehenden Verfassung sollten sie verschiedenen Funktionsträgern zugeordnet werden.

#### Gesetzgebung
Nach § 49 des Grundgesetzes sollte die gesetzgebende Gewalt vom Volk wahrgenommen werden. Sie sollte nach § 75 zuständig sein für
- den Erlass und die Aufhebung von Gesetzen, die Erhebung von Steuern, Abgaben und Zöllen. Doch sollten diese nicht länger gelten als bis zum 1. Juli des Jahres, in dem ein neues Storting zusammengetreten ist, außer denen, die ausdrücklich bestätigt würden.
- die Vergabe von Staatsanleihen
- die Aufsicht über das staatliche Finanzwesen
- die Bewilligung der für die notwendigen Staatsausgaben erforderlichen Gelder
- die Bewilligung der Gelder für den königlichen Haushalt und die Apanage seiner Familie
- die Kenntnisnahme aller Protokolle des Staatsrates und öffentlicher Berichte und Papiere mit Ausnahme militärischer Kommandosachen.
- Kenntnisnahme von Bündnissen und Verträgen, die der König mit ausländischen Mächten schließt, mit Ausnahme von geheimen Zusatzartikeln, die aber nicht im Gegensatz zu den veröffentlichten stehen dürfen,
- die Vorladung einer jeden Person vor das Storting mit Ausnahme des Königs und den Mitgliedern seiner Familie. Dies galt jedoch nicht für die königlichen Prinzen, wenn sie Funktionen in der Regierung wahrnehmen.
- die Revision vorläufiger Gage- und Pensionslisten
- die Ernennung von 5 Revisoren, die die staatlichen Abrechnungen zu prüfen hatten und
- Die Einbürgerung von Ausländern.[13]

Demnach kam dem Storting über die Kernfunktion, Gesetze zu erlassen, die Entscheidung über die Staatsfinanzen, die Kontrolle der vollziehenden Gewalt und die Einbürgerung zu.
Der Versammlung lag es fern, eine demokratische Verfassung zu beschließen. Nach der Französischen Revolution war „demokratisch“ eher ein Schimpfwort geworden. Man hatte eine konstitutionelle Monarchie im Sinn. Entscheidend war die Einführung der Gewaltenteilung zwischen König, Parlament und Justiz. Das demokratische Element kam in dem für die damalige Zeit weiten Kreis der Wahlberechtigten zum Ausdruck: Alle Männer über 25 Jahre, die entweder Beamte waren oder ein Stück Land besaßen, das mindestens einen Wert von 300 Rigsbankdaler in Silber hatte, und mindestens in den drei vorangegangenen Jahren im Lande gewohnt hatten. Das entsprach 45 % der männlichen Bevölkerung. Vom Wahlrecht ausgeschlossen waren Frauen (obgleich das nicht ausdrücklich in der Verfassung stand) und Personen ohne Landbesitz, also Samen und Roma („Reisende“). Die Wahl war indirekt. Die Wahlberechtigten wählten Wahlmänner, die dann die Abgeordneten zum Storting wählten. Das führte später zu einem realen Machtmonopol des Beamtenstandes, der vorher im Namen des Königs, nun im Namen der Nation das Land regierte. Das passive Wahlrecht war an ein Mindestalter von 30 Jahren und einen Aufenthalt in Norwegen von mindestens 10 Jahren geknüpft. Außerdem verbot es die Gewaltenteilung, dass Mitglieder des Staatsrates, Beamte, die im Dienst des Staatsrates oder des Hofes standen, gewählt werden konnten. Im Gegensatz zu vielen ähnlichen Verfassungen wurde der Vorschlag, alle Beamten auszuschließen, die vom König ohne Begründung oder Urteil entlassen werden konnten, nicht angenommen, weil man glaubte, ohne ihre Kenntnisse nicht auskommen zu können. Man fürchtete ein gesetzgebendes Organ, das aus unkundigen Bauern bestand.
Das Storting bestand aus zwei Abteilungen, dem Lagting und dem Odelsting (§ 49), und trat nur alle drei Jahre zusammen. Ein echtes Zweikammersystem mit einem Oberhaus fand keine Mehrheit, weil man keine besondere Repräsentation einer Oberschicht schaffen wollte. Nach § 76 hatte das Odelsting das Gesetzesinitiativrecht, musste die Gesetzentwürfe dann dem Lagting vorlegen. Bei Ablehnung durch das Lagting musste es nochmals im Odelsting behandelt werden. Bei dreimaliger Ablehnung konnte das Odelsting den Entwurf entweder fallenlassen oder dem Plenum des Stortings vorlegen, wo für die Annahme eine Zweidrittelmehrheit erforderlich war. Dieses System hatte eine gewisse Ähnlichkeit mit der Verfassung von Batavia von 1798, das auch ein zweigeteiltes Parlament hatte. Die Aufteilung in Lagting und Odelsting wurde mit der 2009 beginnenden Legislaturperiode beseitigt.

#### Die vollziehende Gewalt
Die vollziehende Gewalt lag beim König. Nach § 4 des Grundgesetzes war seine Person heilig und konnte daher nicht zur Verantwortung gezogen oder angeklagt werden. Die Verantwortlichkeit lag bei seinem Rat, der Regierung. Entscheidungen des Königs bedurften der Gegenzeichnung des Fachministers. Dieser hatte die Pflicht, gegen rechtswidrige Entscheidungen schriftlich zu remonstrieren und, wenn dies nicht half, nur die Möglichkeit, zurückzutreten, wenn er die Verantwortung ablehnen wollte.
Unter den besonderen Umständen, dass das Storting nur alle drei Jahre zusammentrat, konnte die Trennung zwischen Gesetzgebung und vollziehender Gewalt nicht konsequent durchgeführt werden. Da manche Probleme nicht so lange auf eine Lösung warten konnten, wurde dem König in § 17 die Kompetenz übertragen, in der Zwischenzeit vorläufige Regelungen zu treffen, die nur bis zur nächsten Sitzung des Stortings galten, was sich dann aber trotzdem zur faktischen Gesetzgebung des Königs entwickelte. Außerdem sollten der Gesetzgebung Grenzen gesetzt werden, um das Gleichgewicht zwischen den Gewalten zu wahren. So wurde ein suspensives Vetorecht des Königs eingeführt. Danach konnte der König die Ausfertigung eines Gesetzes in zwei aufeinanderfolgenden gesetzgebenden Versammlungen ablehnen, nicht aber nach der dritten. So konnte sich das Storting gegen den König erst mit Ablauf von sechs Jahren durchsetzen. Einige Gegenstände waren aber vom Vetorecht ausgenommen:
- Die Geschäftsordnung des Stortings
- Annahme oder Zurückweisung der Regierungsbevollmächtigten
- Entscheidungen über Wahlanfechtungen
- Entscheidungen über die Einbürgerung
- Entscheidungen des Odelstings über die Erhebung der Anklage vor dem Reichsgericht[24]

Heftig umstritten war später die Frage, ob das Vetorecht des Königs bei Gesetzen auch für eine Änderung des Grundgesetzes gelte. In § 110 des Grundgesetzes war geregelt, dass der Änderungsbeschluss zu veröffentlichen war und nur in Kraft treten konnte, wenn er in zwei aufeinanderfolgenden Stortingssitzungen beschlossen wurde, zwischen denen eine Wahl stattgefunden haben musste. Von einem Vetorecht stand dort nichts. Die Frage rührte an die Grundlagen der Staatstheorie. Einige sahen in dem Verhältnis zwischen König und Storting einen Vertrag über die Ausübung der Staatsgewalt, der nicht einseitig geändert werden könne. Dieser Vertragsgedanke wurde jedoch zu Gunsten des Prinzips der Volkssouveränität verworfen, wonach die Staatsgewalt vom Volk durch seine Abgeordneten ausgeübt werde und das Volk durch diese Abgeordneten selbständig über die Verfassung ohne Mitwirkung des Königs entscheiden könne, wenn die Änderungen nur nicht gegen die Prinzipien dieser Verfassung verstoßen und nicht deren Geist verändern.
Die vollziehende Gewalt war laut Verfassung zuständig für:
- die Kirchen- und Gottesdienstordnung sowie die Aufsicht über die Religionslehrer
- die Erhebung der vom Storting beschlossenen Steuern
- die Verwaltung des staatlichen Eigentums und der Regalien
- das Gnadenrecht, bei Todesurteilen durch das Reichsgericht beschränkt auf die Vollziehung der Todesstrafe
- die Ernennung und Entlassung der Staatsdiener
- die Verleihung von Orden
- das Kommando über die Streitkräfte
- die Mobilmachung
- die Erklärung eines Krieges und den Friedensschluss
- den Abschluss von Staatsverträgen, die Entsendung von Gesandten und die Akkreditierung ausländischer Botschafter.

Hinzu kam die Organisation der Regierung und die Zuständigkeitsverteilung auf ihre Mitglieder.

#### Die rechtsprechende Gewalt
Die rechtsprechende Gewalt wurde letztinstanzlich von einem Obersten Gerichtshof und dem Reichsgericht ausgeübt. Gegen Entscheidungen des Obersten Gerichtshofs gab es keine Rechtsmittel. Die Gerichte waren von Berufsrichtern besetzt.
Außerdem bildeten die Mitglieder des Lagtings zusammen mit den Mitgliedern des Obersten Gerichtshofes das Reichsgericht. Dort wurden Strafsachen verhandelt, die vom Odelsting gegen Staatsräte oder Mitglieder des Obersten Gerichtshofes wegen Straftaten im Amt oder gegen Mitglieder des Stortings wegen Straftaten, die sie in ihrer Eigenschaft als Abgeordnete begangen hatten, eingeleitet worden waren. Die Mitglieder des Lagtings waren im Reichsgericht in der Überzahl, denn das Lagting bestand aus 1/4 der 75 bis 100 Stortingsabgeordneten, also immer mehr als der Oberste Gerichtshof entsenden konnte. Damit konnten die Richter des obersten Gerichtshofs überstimmt werden, was das Reichsgericht klar zu einem politischen Gericht werden ließ, das gegen einen befürchteten Machtmissbrauch gerichtet war. 1882 zeigte sich aber, dass auch das Reichsgericht politisch missbraucht werden konnte, als die Partei „Venstre“ einen erdrutschartigen Wahlsieg errang und damit auch das Reichsgericht über ihre Abgeordneten beherrschte. Es kam zum Streit darüber, ob dem König bei verfassungsändernden Gesetzen ein absolutes Vetorecht zukomme. Es ging dabei darum, ob das Storting die Minister vorladen dürfe. Der Staatsrat unter Christian August Selmer weigerte sich, dem König die Ausfertigung eines solchen Gesetzes nach der dritten Verabschiedung durch das Storting zu empfehlen, woraufhin das Reichsgericht die Mitglieder des Staatsrates wegen Verfassungsbruchs verurteilte.

### § 2 des norwegischen Grundgesetzes
§ 2 der Verfassung vom Mai 1814 lautete:

«Den evangelisk-lutherske Religion forbliver Statens offentlige Religion. De Indvaanere, der bekjende sig til den, ere forpligtede til at opdrage sine Børn i samme. Jesuiter og Munkeordener maae ikke taales. Jøder ere fremdeles udelukkede fra Adgang til Riget.»

„Die evangelisch-lutherische Religion bleibt die öffentliche Religion des Staates. Die Einwohner, die sich dazu bekennen, sind verpflichtet, ihre Kinder in ihr zu erziehen. Jesuiten und Mönchsorden werden nicht geduldet. Juden sind von der Einreise ins Reich vollständig ausgeschlossen.“

#### Der Streit um die Auslegung des § 2
Die Wortwahl «offentlige Religion» war nicht in den Hauptentwürfen von Adler und Falsen enthalten, sondern stand nur im Entwurf von Niels Treschow. Auch im 8. Grundsatz, der am 16. April 1814 von der Reichsversammlung beschlossen worden war, heißt es „Religion des Staates und des Königs“. Im ersten Entwurf, der nach der Verabschiedung der Grundsätze vorgelegt wurde, hieß die Formulierung „… bleibt die öffentliche Religion des Staates“. Alsbald wurde bis 1845 unter den Juristen die Bedeutung dieser Formulierung diskutiert: Hieß das, dass die evangelisch-lutherische Religion nur im öffentlichen Raum allein vertreten sein soll, während andere Religionsausübungen daneben nicht eingeschränkt sind? Insbesondere stellte sich die Frage, ob das Verbot von Mönchsorden und Jesuiten bedeute, dass die katholische Religion im Übrigen unbehelligt bleiben solle.
Falsen hatte in § 6 seines Verfassungsentwurfs noch die volle Religionsfreiheit aufgenommen, sofern sie nicht Ruhe und Ordnung unterminiere. Später verteidigte er in seinem Verfassungs-Katechismus in Frage und Antwort von 1818 die endgültige Fassung des § 2 ohne Vorbehalt und unterstrich den Nutzen einer einheitlichen Religion für Staat und Gesellschaft. Allerdings liege in der Vorschrift nicht das Verbot anderer Konfessionen, sofern sie den gesellschaftlichen Konsens nicht gefährdeten. Aber Juden, Mönchsorden und Jesuiten seien zu Recht verboten, da ihre Loyalität einer anderen Instanz als dem Staat gelte. Außerdem untergrüben sie die gesellschaftliche Moral, indem Juden Betrüger, die Mönchsorden müßig und nutzlos seien und die Jesuiten, weil bei ihnen der Zweck die Mittel heilige. Sein § 6 war also kein Bekenntnis zu einem unveräußerlichen Menschenrecht.
Der erste Kommentar zur Verfassung von Henrich Steenbuch 1815 befasste sich mit der Religionsfreiheit in § 16, wonach der König den öffentlichen Gottesdienst regelt. Daraus zog er den Umkehrschluss, dass der nichtöffentliche Gottesdienst anderer Konfessionen nicht eingeschränkt sein solle. Demgegenüber vertrat Claus Winter Hjelm, Professor an der Universität Oslo, in seinen Schriften eine restriktive Auslegung in der Tradition des absolutistischen Staates. Die Religion sei die Seele im Staatskörper und müsse daher einheitlich sein. Im öffentlichen Raum dürfe sich keine andere Religion zeigen. Eine weitere Auslegung besagte, dass § 2 keine Entscheidung über die Zulässigkeit anderer Religionen getroffen habe, sondern dies dem einfachen Gesetzgeber überlasse. Solange dieser nichts anderes regele, gelte die restriktive Rechtslage aus der absolutistischen Zeit fort. Diese Sicht eröffnete die Möglichkeit für das Dissenterlov von 1845.

#### Der Judenparagraf
Zur Geschichte der Juden vor 1814 siehe: Die Juden in Dänemark-Norwegen vor 1814.

##### Die Regelung in der Verfassung von 1814
Das Verbot des Zugangs zum norwegischen Reich für Juden ist ein einzigartiges Phänomen in der europäischen Rechtsgeschichte mit Ausnahme Spaniens, das mit dem Alhambra-Edikt den Katholizismus zur Staatsreligion erhoben und ähnliche diskriminierende Vorschriften gegen andere Religionen erlassen hatte. Sogar im absolutistischen Doppelstaat Dänemark-Norwegen hatten die Juden viele Privilegien im Reich. Anderthalb Monate vor Annahme der norwegischen Verfassung erhielten die Juden in Dänemark sogar volles Bürgerrecht.
Es hat viele Erklärungsversuche für den Judenparagrafen gegeben, die zum Teil auf ein Bestreben zurückzuführen sind, den verehrten Vätern der Verfassung keine moralisch anfechtbare Motive wie Antisemitismus zu unterstellen. Dazu zählt vor allem die Behauptung, es habe sich um ein redaktionelles Versehen gehandelt und man habe dann unter König Karl Johann an der Verfassung nicht rühren wollen, weil dieser ohnehin immer wieder auf Änderungen in seinem Sinne gedrängt habe. Diese These, ursprünglich habe in § 2 die volle Religionsfreiheit stehen sollen, dieser Passus sei während der Beratungen „herausgeschnitten“ (ren glipp) worden und nur die Ausnahmen seien versehentlich stehen geblieben, wurde noch in der Dokumentation des Stortings zur 200-Jahr-Feier 2014 vertreten. Danach soll nicht Antisemitismus der Grund für den Judenparagrafen gewesen sein, vielmehr sei er unbeabsichtigt entstanden. Diese These war bereits von Torkel Halvorsen Aschehoug in seinem 1893 erschienenen Werk Norges nuværende Statsforfatning aufgestellt worden. Sie gilt heute als widerlegt. Dagegen spreche nämlich schon, dass im Herbst 1814 die Verfassung aufgrund der Konvention von Moss an vielen Stellen geändert wurde, um die Stellung des schwedischen Königs als die des norwegischen Königs zu verankern. Karsten Alnæs meint in seinem Werk 1814 Miraklenes år (2014), dass die Eidsvoll-Versammlung von dem charismatischen Redner Theis Lundgaard überrumpelt worden und außerdem der ewigen Diskussionen müde gewesen sei. So habe man den Text schließlich einfach durchgewinkt. Auch dieser These liegt offenbar das Bestreben zu Grunde, die Urfassung des Grundgesetzes vom Antisemitismusverdacht freizuhalten.
Eine ganz andere Erklärung hat viele Anhänger unter norwegischen Historikern gefunden: Es sei bei der Entwicklung der Nation entscheidend auf die nationale Einheit angekommen. Der Historiker Arne Bergsgård schrieb 1943, dass zum einen wirtschaftliche Interessen maßgeblich gewesen seien und andererseits angesichts der Aufgabe, eine einheitliche Nation zu bilden, humanitäre Rücksichten hätten zurückgestellt werden müssen.
Als Begründung für den Ausschluss bestimmter Gruppen wurde die Furcht vor religiösen Konflikten gesehen. Jesuiten, Mönchsorden und Juden würden den Zusammenhalt der Volksgemeinschaft untergraben. Mönche und Jesuiten schuldeten ihre Loyalität dem Papst und nicht dem norwegischen Staat, und die Juden seien durch ihre transnationalen Verbindungen ebenfalls eine Gefahr. Außerdem erschien diese Beschränkung der Religionsfreiheit den meisten offenbar als Bagatelle.
Erst später wurde der Judenparagraf durch Henrik Arnold Wergeland zu einem zentralen Diskussionspunkt. Der in § 2 liegende Antisemitismus wird als Konsequenz aus dem Projekt des Aufbaus der Nation gesehen. Das Bedürfnis nach nationaler Einheit schürte die Abwehrhaltung gegenüber Minoritäten, also den Samen, Kvenen, Roma (Reisende) und Juden. Letztere wurden auch als Bedrohung für den eigenen Kaufmannsstand angesehen. Dieser Gesichtspunkt hatte besonderes Gewicht, weil zu dieser Zeit die Gründung einer Norwegischen Staatsbank auf der Agenda stand und man befürchtete, dass Juden eine gefährliche Konkurrenz zu einer solchen Bank werden könnten, die für die Norweger ein wichtiges Symbol ihrer eigenen Identität war. Auch der Rassegedanke war bereits rudimentär vorhanden, indem die Königsmacht und die Adelsprivilegien an Blutlinien geknüpft waren. Wenn dies auch nicht dem späteren Rassegedanken entspricht, so wurden solche Privilegien doch nur dem zugeteilt, der in Religion und Lebensführung aus eigenem nationalen Hintergrund stammte. Einem Juden war es normalerweise unmöglich, ohne Annahme des christlichen Glaubens in den Adelsstand aufzusteigen. Der Jude war im ganzen Jahrhundert Inbegriff für einen hemmungslos ausbeutenden Kapitalismus. Schärfster Verfechter war Wilhelm Frimann Koren Christie, der auch den Formulierungsvorschlag für das absolute Einreiseverbot für Juden in das Reich einbrachte. Schärfster Kritiker dieser Vorschrift wurde Henrik Wergeland, dessen Vater Nicolai Wergeland in seinem Verfassungsentwurf noch für den Ausschluss der Juden eingetreten war. Er war als Universitätsbibliothekar bestens über die Entwicklung zu dem Judenparagrafen einerseits und die Geschichte der Juden andererseits informiert und stellte fest, dass die Männer von Eidsvoll nur mangelhafte Kenntnisse über das Wirken der Juden in Europa gehabt hatten. Seine Schriften trugen dazu bei, dass die Aufhebung des Judenparagrafen immer wieder auf die Tagesordnung des Stortings kam. Aber zu seinen Lebzeiten kam die erforderliche Zweidrittelmehrheit in beiden Kammern nicht zustande. Er starb 1845, aber erst 1851 fand die Streichung des antijüdischen Passus in § 2 die erforderliche Mehrheit. Am 24. September 1851 fertigte der König die entsprechende Verfassungsänderung aus, aber schon vorher hatte das Justizdepartement mit Dekret vom 4. November 1844 den portugiesischen Juden (Sephardim) die Einreise und den Aufenthalt gestattet. Daneben gab es auch Vorfälle, die internationales Aufsehen erregten. Bei einem Schiffbruch im Dezember 1816 konnte sich der Jude Michael Jonas bei Bergen an Land retten. Er wurde unter polizeilicher Bewachung nach Christiania gebracht und von da nach Göteborg außer Landes. Wergeland stellte seine Behandlung in dem Gedicht Skipbruddet dar. Andererseits wurden auch Ausnahmen gemacht, wenn es eine staatliche Notwendigkeit gab. So durfte der dänische Jude Hambro mit Geleitbrief einreisen, um den norwegischen Staat vor dem Bankrott zu bewahren. Es waren nämlich aus der Trennung von Dänemark noch erhebliche Beträge an Dänemark zu entrichten, und der König drohte bei Zahlungsausfall Norwegen unter die dänische Verfassung zu stellen.

#### Die historische Entwicklung
Während die norwegische Verfassung im Übrigen mit dem Absolutismus brach, hielt sie in Sachen Religionspolitik an der absolutistischen Tradition fest. Der König war nach evangelisch-lutherischer Auffassung nicht nur für die Verteidigung des Landes, sondern auch für die Verteidigung der „wahren Religion“ gegen alle Arten von falschem Glauben, insbesondere den römisch-katholischen verantwortlich. Für die Verteidigung des evangelischen Glaubens war auch die Anwendung von Gewalt gerechtfertigt, wie sie Christian III. bei der Einführung der Reformation 1537 in Norwegen ausübte. Die Einwanderung aus Ländern mit anderer Religion wurde nun als Bedrohung der religionspolitischen Einheit empfunden. 1569 erließ Friedrich II. die so genannten „Fremdenartikel“: Jeder, der sich in Norwegen rechtmäßig niederlassen wollte, musste die evangelisch-lutherische Religion annehmen. Einwanderer wurden examiniert, und wer sich weigerte zu konvertieren, musste innerhalb von drei Tagen das Land verlassen, schlimmstenfalls drohte ihm die Todesstrafe und die Einziehung des Vermögens. Die innere Einheit des Reiches beruhte auf der Einheit des Glaubens. Kirchliche Gemeinde und profane Gesellschaft waren identisch. Man fürchtete die sich in Gewalt entladenden religiösen Spannungen bei unterschiedlichen Bekenntnissen, die auf dem Kontinent in den Dreißigjährigen Krieg münden sollten, und diese Furcht hielt bis weit in das 19. Jahrhundert an.
Christian V. setzte diese Linie in seinem „Norske lov“ von 1687 fort. Mönche und Jesuiten, die heimlich ins Land kamen, wurden mit dem Tode bestraft. 1741 wurde das Konventikkelplakat erlassen, das religiöse Zusammenkünfte nur unter Aufsicht eines lutherischen Geistlichen gestattete. Dies blieb bestehen, bis unter dem Druck der Erweckungsbewegung, der Haugianer und der Quäker die Vorschrift 1842 gegen den Widerstand König Karl Johanns aufgehoben wurde.
Diese religionspolitische Einheit im Lande sollte, anders als in anderen Verfassungen, die die Religionsfreiheit einführten, fortgesetzt werden. Der Unterschied zur Vergangenheit bestand darin, dass die Religion nicht durch einen König von Gottes Gnaden in göttlichem Auftrag durchgesetzt wurde, sondern die evangelisch-lutherische Religion wurde durch Annahme der Verfassung durch das Volk auf naturrechtlicher Basis einer staatsphilosophischen Vertragstheorie die Religion des Staates. Die verfassungsmäßige Alleinstellung der evangelisch-lutherischen Religion konnte sich aber auf die Dauer nicht gegen die Idee des bürgerlichen Gesellschaftsvertrages mit Freiheit und Gleichheit halten. 1845 kam mit dem „Dissenterlov“ die erste Aufweichung: Christen außerhalb des evangelisch-lutherischen Bekenntnisses erhielten freien Zugang zum Reich. Sie mussten sich aber registrieren lassen und bei den Behörden Mitgliederlisten einreichen. Da die Quäker keine Taufe praktizierten, galten sie nicht als Christen, konnten sich nicht registrieren lassen und hatten zwar Bürgerrechte, aber keine sonstigen Rechte, wie Beerdigung auf kirchlichem Friedhof. Außerdem verweigerten sie den Militärdienst, was sie der staatlichen Strafverfolgung aussetzte und zu einer Emigrationswelle nach Amerika führte. Erst 1936 erhielten sie die Möglichkeit der Registrierung.
In der Schlussvorschrift der Verfassung, in der bestimmte vorangegangene Gesetze explizit aufgehoben wurden, wurde der Art. 1 des sechsten Buches im „Norske lov“ von 1687 nicht aufgehoben, so dass die Einreise von Jesuiten und Juden weiterhin verboten blieb und Mönchsorden nicht geduldet wurden. 1844 wurden zunächst nur die Sepharden, 1851 auch die übrigen Juden ins Land gelassen. 1897 wurde auf Betreiben der Venstre das Verbot der Mönchsorden aufgehoben. Das Verbot gegen die Jesuiten blieb erhalten. 1921 luden Studenten der Universität Oslo den dänischen Jesuitenpater Menzinger zu einem Vortrag in die Universität ein. Dies führte zu einem Protest des Laienpredigers Albert Hiorth; ihn hatte erzürnt, dass hier das Verbot der Verfassung nicht durchgesetzt worden sei. Das hatte eine lange Debatte und 1923 eine Vorlage im Storting zur Aufhebung des Verbots gegen die Jesuiten zur Folge. Nach erneuter Diskussion wurde der Antrag mit 99:33 Stimmen abgelehnt.
Während der Besatzung Norwegens durch die Deutschen wurde versucht, die Nationalkirche durch die nationalsozialistische Idee zu ersetzen. Das führte zu energischem Protest der Geistlichkeit, die ja gleichzeitig als Staatsbeamte zur Loyalität gegenüber der Regierung verpflichtet war. Im Frühjahr 1942 legten die Geistlichen den staatlichen Teil ihrer Ämter nieder und beschränkten sich auf die Seelsorge. Im März 1942 führte Vidkun Quisling den Judenparagrafen in § 2 wieder ein. Er wurde 1945 sofort wieder getilgt.
1951 unterzeichnete Norwegen die Europäische Menschenrechtskonvention. Zwar war dort in Art. 64 verankert, dass bereits bestehende Gesetze bestehen bleiben dürften, in diesem Falle § 2 des Grundgesetzes, der gegen Art. 9 der Konvention verstieß, aber das Außendepartement wies darauf hin, dass die übrigen Unterzeichnerstaaten über den § 2 des Grundgesetzes mit dem Einreiseverbot für Jesuiten sehr erstaunt gewesen seien. Norwegen sei das einzige westeuropäische Land mit einer solchen Vorschrift. 1956 fand sich eine entsprechende verfassungsändernde Mehrheit, und das Verbot fiel. Danach beschränkte sich der Widerstand gegen den Katholizismus und die Jesuiten im Wesentlichen auf die lutherische Laienbewegung. 1964 erhielt der § 2 einen einleitenden Zusatz: „Alle Einwanderer ins Reich haben die freie Religionsausübung“. Hier wurde der evangelisch-lutherische Konfessionsstaat mit dem demokratischen und pluralistischen Staat verbunden. Darin lag Konfliktstoff. 1978 legte der Pfarrer Børre Knudsen den staatlichen Teil seines Amtes analog zum Vorgehen von 1942 nieder. Anlass war ein Gesetz zur selbstbestimmten Abtreibung, das er mit der evangelisch-lutherischen Religion für unvereinbar hielt. Mit der Ausfertigung dieses Gesetzes habe der König seine Legitimation als Hüter der Kirche verloren. Rechtlich, institutionell und ökonomisch brach Knudsen mit dem staatlichen Kirchenregiment. Aber er reichte nicht seinen Abschied ein, sondern führte sein Seelsorge-Amt in seiner Gemeinde in Balsfjord fort. Er bestand darauf, dass er von der Kirche berufen und ordiniert sei. Es kam wegen seiner Absetzung zum Prozess. Der Oberste Gerichtshof entschied: In unserer pluralistischen Gesellschaft, in der das Prinzip der Religionsfreiheit im ersten Satz des § 2 Grundgesetz verankert ist, ist es unakzeptabel, dass die grundgesetzlichen Bestimmungen über die Staatsreligion verfassungsrechtliche Schranken darüber aufstellen, wie der Gesetzgeber die allgemeinen bürgerlichen Lebensverhältnisse regelt.
Die Pflicht evangelischer Eltern, ihre Kinder im evangelisch-lutherischen Glauben zu erziehen, war zunächst noch erhalten geblieben. Sie wurde als gegen das international anerkannte Elternrecht schließlich am 21. Mai 2012 ebenfalls gestrichen. Mit fortschreitender Pluralisierung der Gesellschaft wurde die kirchlich organisierte Einheit immer weiter aufgelöst. Die Kirche wurde neutralisiert und die Grundschule entkonfessionalisiert. Der vorläufige Endpunkt ist das Schulfach „Religion – Ethik – Weltanschauung“.
§ 2 des norwegischen Grundgesetzes lautet nun:

«Verdigrundlaget forbliver vor kristne og humanistiske Arv. Denne Grundlov skal sikre Demokrati, Retsstat og Menneskerettighederne.»

„Wertegrundlage bleibt unser christliches und humanistisches Erbe. Dieses Grundgesetz soll Demokratie, Rechtsstaat und die Menschenrechte sichern.“

Die Garantie der Religionsfreiheit findet sich nun in § 16.

«Alle Indvaanerne af Riget have fri Religionsøvelse. Den norske Kirke, en evangelisk-luthersk Kirke, forbliver Norges Folkekirke og understøttes som Sådan af Staten. Nærmere Bestemmelser om dens Ordning fastsættes ved Lov. Alle Tros- og Livssynssamfund skulle understøttes paa lige Linje.»

„Alle Einwohner des Reiches haben die Freie Religionsausübung. Die norwegische Kirche, eine evangelisch-lutherische Kirche, bleibt die norwegische Volkskirche und wird als solche vom Staat unterstützt. Nähere Bestimmungen über deren Ordnung werden durch Gesetz geregelt. Alle Glaubens- und Lebensanschauungsgesellschaften sollen in gleicher Weise unterstützt werden.“

## Die Novemberverfassung

### Die ursprüngliche Novemberverfassung
Der schwedische Kronprinz Karl Johan (Jean-Baptiste Bernadotte) bestand auf die Einhaltung des Kieler Friedens. Es kam zum erneuten Krieg, der im Vertrag von Moss vom 14. August 1814 endete. Im Waffenstillstandsabkommen stand der Passus, dass König Christian Frederik seine Macht „in die Hände der Nation lege“ und dass das Storting an der Vereinigung der beiden Nationen mitwirken solle, und Christian Frederik musste ins Exil. Damit blieb das Prinzip der Volkssouveränität und der Teilung der Macht unter Storting (Gesetzgebung und Staatshaushalt), Regierung (vollziehende Gewalt) mit dem König und der Gerichtsbarkeit in Norwegen erhalten. Am 20. Oktober 1814 beschloss das Storting unter dem Eindruck von 15 000 Besatzungssoldaten und 600 norwegischen Soldaten in schwedischer Gefangenschaft gegen nur fünf Stimmen, „dass Norwegen als selbständiges Reich vereint mit Schweden unter einem König, aber unter Beachtung seiner Verfassung mit den für das Heil des Reiches aus dem Anlass der Vereinigung mit Schweden notwendigen Änderungen sein soll.“
Der Titel lautete nun: „Grundgesetz des norwegischen Reiches“ (Kongeriget Norges Grundlov). Die Gliederung wurde beibehalten, aber für den König wurden einige Bestimmungen geändert oder neu aufgenommen: Die Bestimmung „Norwegen ist ein freies, selbständiges, unteilbares und unabhängiges Reich“ erhielt den Zusatz „vereinigt mit Schweden unter einem König.“ Die Beibehaltung dieses Grundsatzes hatte große Bedeutung in der späteren Auseinandersetzung zwischen den Ländern bis zur Unabhängigkeitserklärung von 1905. Als König von Norwegen musste er in Trondheim besonders gekrönt werden. Der König musste sich auch jährlich eine gewisse Zeit in Norwegen aufhalten. Der König konnte auch einen schwedischen Statthalter in Norwegen bestimmen. Der erste war Hans Henrik von Essen. Der König konnte für seine Abwesenheit eine Regierung aus Staatsministern einsetzen, die in seinem Namen die Regierungsgeschäfte führte. Der Staatsminister und zwei Regierungsmitglieder mussten sich beim König in Stockholm aufhalten. Die Steuern verblieben im norwegischen Staatshaushalt für die Bedürfnisse Norwegens. Der König ernannte nach Anhörung der Regierung alle geistlichen und weltlichen Beamten und entließ sie auch. Sie mussten norwegische Staatsbürger und evangelisch-lutherisch sein. In Friedenszeiten durften keine norwegischen Truppen in Schweden oder schwedische Truppen in Norwegen stehen, außer für gemeinsame Manöver. Die Minister waren verpflichtet, bei verfassungswidrigen Anordnungen des Königs schriftlich Gegenvorstellungen zu erheben, andernfalls sie für den Rechtsbruch vor das Reichsgericht gestellt werden konnten. Alle Norwegen betreffende Anordnungen – außer den militärischen – mussten vom norwegischen Staatsminister gegengezeichnet werden. Norwegen behielt seine eigene Bank und eine eigene Währung sowie eine eigene Handelsflagge. Die Kriegsflagge sollte eine Unionsflagge sein.

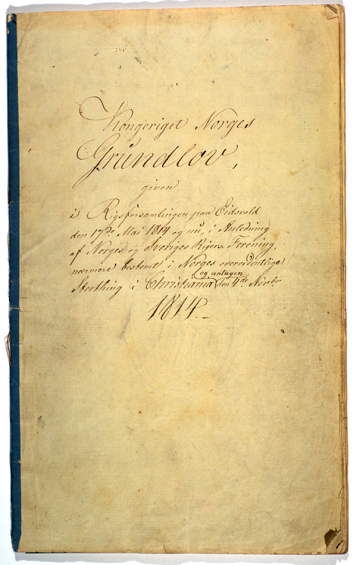
Die Titelseite der handschriftlichen Originalausgabe der norwegischen Verfassung vom 4. November 1814, die sich heute im Archiv des Storting befindet

Am 4. November 1814 wurde die geänderte Verfassung angenommen und König Carl XIII. zum König gewählt. Damit war die Personalunion unter einem König mit zwei selbständigen Staaten mit jeweils eigener Regierung für die inneren Angelegenheiten festgeschrieben. Außerdem behielt der König für Gesetze das Vetorecht, das bei einfachen Gesetzen mit drei gleichlautenden Beschlüssen des Stortings überwunden werden konnte. Die norwegische Regierung musste die Gesetzesbeschlüsse des Stortings bestätigen. Sie war ein Organ der königlichen Regierung. Zu den Sitzungen der Stortings hatten die Mitglieder der königlichen Regierung keinen Zutritt. Der König war für die äußere Sicherheit und die Außenpolitik zuständig. Nach damaliger Ansicht waren das keine Gegenstände, die in einem Parlament zu behandeln waren, sondern nur in einem kleinen geschlossenen Kreis. Erst wenn es um die Finanzierung eines Krieges ging, war das Storting einzubinden. Das war bereits in der Verfassung vom Mai so geregelt und wurde nun derart modifiziert, dass der König nicht die volle Verfügungsgewalt über das gesamte Militärwesen Norwegens erhielt. Das Heer wurde also in ein Kontingent für die norwegische Verteidigung und in ein Kontingent für das schwedisch-norwegische Gesamtheer für die gemeinsame Außenverteidigung aufgeteilt. Außerdem wurde im Gegensatz zur ursprünglichen Verfassung in Angleichung an die schwedische Verfassung die Pflicht des Königs, vor einer Kriegserklärung das Storting zu informieren und anzuhören, eingeführt.
Schweden sah im Frieden von Kiel eine Erweiterung seiner Grenzen nach Westen hin. Carl Johann strebte vor und nach dem Frieden von Moss „la fusion des deux peuples“, die Fusion der beiden Nationen an. Als eine Maßnahme forderten die schwedischen Unterhändler, dass in die Verfassung ein schwedischer Generalgouverneur aufgenommen werde. Das Storting lehnte das aber ab. Stattdessen wurde aber als Kompromiss das Amt des Statthalters eingeführt. Außerdem hatte sich der norwegische Staatsminister im „Norwegischen Rat“ des Königs zusammen mit zwei anderen Staatsräten ständig beim König in Stockholm aufzuhalten. Der Grund war die schwierige Informationsübermittlung von Stockholm nach Christiania. Damit wurde die norwegische Regierung in zwei Teile geteilt, wobei der eine in Christiania und der andere in Stockholm tätig war. Die drei norwegischen Vertreter hatten Sitz und Stimme im schwedischen Staatsrat, soweit Gegenstände behandelt wurden, die beide Reiche angingen. Das war der sogenannte zusammengesetzte Staatsrat.
Weiterhin hatte das Storting durchgesetzt, dass alle Norwegen betreffenden Angelegenheiten in norwegischer Sprache vorzulegen seien (§ 33). Diese Bestimmung bezog sich aber nicht auf die norwegische Sprache, die zu dieser Zeit noch nicht in standardisierter Form existierte, sondern sollte einer Schwedisierung der Sprache vorbeugen, aber auch dem dänischen Einfluss entgegenwirken. Hier machten sich der kulturelle und der antidänische Nationalismus geltend.
Mit der Annahme dieser revidierten Verfassung legte das Storting den Grundstein für einen politischen Nationalismus gegen Schweden.

### Die weitere Entwicklung der Verfassung
1815 wurde ein Vertrag zwischen dem Storting und den schwedischen Ständen über die Königsmacht und die Bestimmungen im Falle einer Thronerledigung in einer „Reichsakte“ geschlossen, weil der schwedische Reichstag es ablehnte, die Reichsverfassung der Union anzupassen und das Storting die Regelungen als Verfassungsbestandteil betrachtete.
1821 versuchte König Carl Johan ein absolutes Vetorecht bei Gesetzesbeschlüssen des Stortings durchzusetzen. Außerdem wollte er in Norwegen einen neuen Adel etablieren, nachdem das Storting 1821 den bisherigen abgeschafft hatte. Er wollte die Präsidenten des Stortings bestimmen und Beamte nach eigenem Gutdünken entlassen können. Außerdem wollte er durch Dekrete Regelungen zwischen den Sitzungsperioden des Stortings treffen dürfen und das Reichsgericht schwächen. Dieses Reichsgericht war ein wirksames Mittel des Stortings, die Einhaltung der Verfassung gegenüber dem König durch die Ministerverantwortlichkeit zu erzwingen, indem die Minister zur Verweigerung der Mitwirkung an verfassungswidrigen Maßnahmen angehalten wurden. Das Storting lehnte alle Forderungen des Königs ab. Das Gleiche geschah 1824. Danach gab Carl Johan diese Pläne bis auf das absolute Vetorecht auf. Er wiederholte die Forderung bis zu seinem Tod, und das Storting wies sie immer zurück.
Zum heute gültigen Staatsrecht siehe Norwegen#Politisches System und Politisches System Norwegens.

## Staatsaufbau
| Storting                   | Storting | König                                                          | König                                           | König                                                                                            | Oberster Gerichtshof                                  | Oberster Gerichtshof                                  |
| -------------------------- | -------- | -------------------------------------------------------------- | ----------------------------------------------- | ------------------------------------------------------------------------------------------------ | ----------------------------------------------------- | ----------------------------------------------------- |
| Odelsting Lagting bis 2009 | Plenum   | Regierung                                                      | Regierung                                       | Außenpolitik                                                                                     | Stiftsobergerichte (in Kristiania, Bergen, Trondheim) | Stiftsobergerichte (in Kristiania, Bergen, Trondheim) |
|                            |          | Statthalter (bis 1862) Die norwegische Regierung in Kristiania | Staatsminister Staatsratsabteilung in Stockholm | Außenpolitik Außenminister (schwed.) Der ministerielle Staatsrat (2 Schweden, 1 Norweger – 1835) | Stadtvogt Gütestelle                                  | Sorenskriver Gütestelle                               |

|                                         | Regierungsbezirk Amtskommune                                                                                  | Regierungsbezirk Amtskommune |
| --------------------------------------- | --- | ---------------------------- |
|                                         | \| Amtmann (Staatlicher Beamter) \| Bezirksting Amtsformannskap Alle Bürgermeister (Ordfører) der Kommunen \| |                              |
| Stadtverwaltung                         | Verwaltung einer Landkommune                                                                                  |                              |
| Magistrat                               | Gemeindevorstand Formannskap                                                                                  |                              |
| Stadtverordnetenversammlung Formannskap | |                              |
| Armenkommission Schulkommission         | Armenkommission Schulkommission                                                                               |                              |
| Amtmann (Staatlicher Beamter)           | Bezirksting Amtsformannskap Alle Bürgermeister (Ordfører) der Kommunen                                        |                              |